# Powrót tajemniczego blondyna
Powrót tajemniczego blondyna (Le Retour du grand blond) – francuski film fabularny (komedia kryminalna) z 1974 roku. Jest kontynuacją filmu z 1972 pt. Tajemniczy blondyn w czarnym bucie.

## Obsada
- Pierre Richard: François Perrin
- Jean Carmet: Maurice Lefebvre
- Jean Rochefort: płk Louis Marie Alphonse Toulouse
- Mireille Darc: Christine
- Jean Bouise: minister
- Paul Le Person: Perrache
- Colette Castel: Paulette Lefebvre
- Henri Guybet: Charmant, morderca
- Hervé Sand: Prince, morderca
- Michel Duchaussoy: Cambrai
- Colette Castel: Paulette

## Opis fabuły
François Perrin, roztargniony skrzypek po ucieczce z Christine do Rio de Janeiro prowadzi sielskie życie. Nie jest im jednak dane długo się nim cieszyć ponieważ kpt. Cambrai prowadzi śledztwo w sprawie tajemniczej śmierci płk. Milana i podejrzewa płk. Toulouse, a ten postanawia pozbyć się jedynych świadków czyli François i Christine i w tym celu wysyła za nimi dwóch zawodowych morderców.